# 石崎隆之
石崎 隆之（いしざき たかゆき、1956年1月29日 - ）は、地方競馬の船橋競馬場に所属していた元騎手である。同じ船橋競馬所属の元騎手・調教師の石崎駿は長男。

## 来歴
船橋の名門・出川己代造厩舎から騎手デビュー。同期に川崎の原三男調教師などがいる。1973年の初騎乗以来伸び悩んでいたが、結核や骨折を克服して地方競馬の全国リーディングを通算10回、1990年より始まったNARグランプリ最優秀騎手賞は創設以来2002年まで一貫して受賞し続けるなど、南関東公営競馬のみならず全国の地方競馬を代表するトップジョッキーである。日本国内では佐々木竹見、的場文男と並ぶ6,000勝ジョッキーの一人。
中央競馬にも積極的に参戦し、1994年にワールドスーパージョッキーズシリーズで優勝。また1997年にはアブクマポーロで東海ウインターステークスを制覇している。一時ほぼ毎週のように中央競馬に参戦して騎乗していたが、2007年から2012年までは騎乗しなかった（2013年1月21日の中山競馬で久々に中央参戦した）。
所属していた出川龍一調教師が前日付で勇退したことに伴い、同厩舎所属の庄司大輔騎手とともに2012年6月1日付けで千葉県騎手会所属となった。
60歳を超えても騎乗を続けてきたが、2019年3月末をもって騎手免許の更新を行わず、騎手を引退する方向であることが伝えられた。前年（2018年）7月に病気で半月ほど入院し、その後は調教にも騎乗せず、秋頃に騎手免許を更新しないことを決意したという。
2019年3月15日、船橋競馬場において引退式が行われた。通算6269勝は地方競馬史上歴代3位の記録。またその功績を称え、彼の騎手服（胴桃・右緑襷、袖緑）は佐々木竹見以来2人目となる永久保存となった。
2025年4月25日、「第4回競馬功績者表彰」として農林水産省より表彰された。

## 主な騎乗馬
- ダイハードコトブキ（NTV盃）
- トムカウント（帝王賞、東京記念、報知オールスターカップ、NTV盃）
- フオーモサカウント（アラブダービー、千鳥賞、ワード賞）
- フジノダンサー（東京プリンセス賞、ダイオライト記念、かしわ記念）
- ヒカリカツオーヒ（ロジータ記念、クイーン賞、トゥインクルレディー賞、エンプレス杯）
- コスモノーブル（全日本アラブ大賞典連覇、船橋記念、報知グランプリカップ2回、シルバーカップ）
- グレイドショウリ（東京ダービー、東京王冠賞）
- ホマレショウハイ（アラブダービー、全日本アラブ争覇、ブルーバードカップ）
- パルブライト（大井記念）
- アマゾンオペラ（グランドチャンピオン2000、マイルグランプリ、川崎記念、金盃、報知オールスターカップ3連覇など）
- コンサートボーイ（マイルグランプリ、金盃、報知グランプリカップ）
- イシノサンデー（ダービーグランプリ）
- マキバサイレント（クイーン賞、ロジータ記念、東京記念など）
- サプライズパワー（日本テレビ盃、かしわ記念、東京ダービー、東京王冠賞など）
- カガヤキローマン（東京盃、北海道スプリントカップ）
- アブクマポーロ（川崎記念、ダイオライト記念連覇、帝王賞、東京大賞典など）
- トーシンブリザード（全日本3歳優駿、羽田盃、東京王冠賞、東京ダービー、ジャパンダートダービー。無敗の南関東四冠馬）
- ラヴァリーフリッグ（マリーンカップ、ロジータ記念、桜花賞、東京2歳優駿牝馬、ローレル賞、ひまわり賞）
- セレン（勝島王冠、大井記念）
- アクチブハトリ（10戦10勝も重賞を走る前に死亡）

## 各年成績
| 西暦   | 騎乗数 | 1着数 | 勝率 |
| ------ | ------ | ----- | ---- |
| 1973年 | 93     | 7     | .075 |
| 1974年 | 183    | 14    | .076 |
| 1975年 | 205    | 15    | .073 |
| 1976年 | 350    | 40    | .114 |
| 1977年 | 316    | 29    | .091 |
| 1978年 | 227    | 20    | .088 |
| 1979年 | 202    | 38    | .188 |
| 1980年 | 253    | 41    | .162 |
| 1981年 | 306    | 65    | .212 |
| 1982年 | 264    | 45    | .170 |
| 1983年 | 300    | 63    | .210 |
| 1984年 | 489    | 85    | .173 |
| 1985年 | 517    | 102   | .197 |
| 1986年 | 949    | 186   | .195 |
| 1987年 | 1302   | 256   | .196 |
| 1998年 | 1326   | 212   | .159 |
| 1989年 | 1129   | 187   | .165 |
| 1990年 | 1208   | 267   | .221 |
| 1991年 | 1228   | 226   | .184 |
| 1992年 | 1247   | 228   | .182 |
| 1993年 | 1289   | 229   | .177 |
| 1994年 | 1136   | 193   | .169 |
| 1995年 | 1225   | 270   | .220 |
| 1996年 | 1292   | 241   | .186 |
| 1997年 | 1340   | 287   | .214 |
| 1998年 | 1296   | 253   | .195 |
| 1999年 | 1472   | 281   | .191 |
| 2000年 | 1535   | 312   | .203 |
| 2001年 | 1684   | 414   | .245 |
| 2002年 | 1681   | 357   | .212 |
| 2003年 | 1731   | 317   | .183 |
| 2004年 | 1415   | 187   | .132 |
| 2005年 | 1273   | 178   | .139 |
| 2006年 | 981    | 132   | .134 |
| 2007年 | 817    | 112   | .137 |
| 2008年 | 850    | 89    | .104 |
| 2009年 | 696    | 77    | .111 |
| 2010年 | 570    | 65    | .114 |
| 2011年 | 359    | 22    | .061 |
| 2012年 | 365    | 47    | .129 |
| 2013年 | 364    | 32    | .088 |
| 2014年 | 198    | 12    | .061 |
| 2015年 | 200    | 8     | .040 |
| 2016年 | 108    | 9     | .083 |
| 2017年 | 100    | 17    | .170 |
| 2018年 | 50     | 2     | .040 |
| 通算   | 36121  | 6269  | .174 |

- 数字は全て地方競馬での数字に限る。
- 勝利数の太字は地方競馬全国リーディング。

### 戦績の出典
- デビューから2002年まで：「石崎隆之騎手(船橋)地方競馬通算5000勝達成！」地方競馬全国協会『Furlong』2003年4月号、5頁。
- 2003年以降：keiba.go.jp, 騎手リーディング情報(2014年8月27日閲覧)。